# Mouvaux

Mouvaux este o comună în departamentul Nord, Franța. În 1 ianuarie 2022 avea o populație de 13.239 de locuitori.